# Marklohe
Marklohe er en kommune med omkring 4.450 indbyggere (2012), beliggende mod vest i centrale del af Landkreis Nienburg/Weser, i den tyske delstat Niedersachsen. Den er administrationsby i Samtgemeinde Marklohe.

## Geografi
Marklohe ligger 5 km fra Nienburg på den modsatte (vestlige) side af floden Weser og omkring midt mellem byerne Verden (Aller) og Minden.

### Inddeling
I kommunen ligger ud over Marklohe og den næsten sammenvoksede bydel Lemke, landsbyen Oyle 1,5 km væk og bebyggelsen Wohlenhausen.